# Pauline Gygax
Pour les articles homonymes, voir Gygax.
Pauline Gygax, née en 1976 à Neuchâtel (Suisse), est une productrice de cinéma et de télévision suisse.

## Biographie
Pauline Gygax naît en 1976 à Neuchâtel, en Suisse, d'une mère photographe puis psychologue.
Après son gymnase à Genève, au Collège Voltaire en section artistique, elle étudie la photographie à l’École de Photographie de Vevey en 1997. Durant ces années, elle produit un travail personnel tout en enseignant. De 1999 à 2001, elle travaille dans le domaine de la photographie contemporaine et dirige le Centre de la Photographie de Genève.
En 2003, elle se tourne vers le cinéma. Elle fonde et codirige la société de production de films Rita productions avec Max Karli à Genève. D'abord active principalement en Suisse, la société s'étend en France et en Belgique et évolue notamment au travers de coproductions. Fin 2017, Pauline Gygax et Max Karli s'unissent aux quatre réalisateurs de Bande à Part Films, Lionel Baier, Jean-Stéphane Bron, Ursula Meier et Frédéric Mermoud pour créer Banditas Films, une nouvelle société de production.
Elle s'essaie à la direction et la réalisation avec son premier et unique court métrage Promis Juré sorti en 2004, mais décide finalement de se concentrer sur la production.
Le 21 septembre 2021, elle succède à Lionel Baier à la tête du programme bachelor cinéma de l'École cantonale d'art de Lausanne,.
Elle est mariée à Max Karli, avec qui elle a deux enfants, nés en 2001 et 2007,.

### Production cinématographique
Variées, ses productions ont toutes une teneur politique et mettent la plupart du temps en avant des figures féminines fortes. Elle essaie de repenser la manière dont on fait du cinéma en mettant en place des pratiques plus participatives, plus égalitaires et plus horizontales.
Elle produit avec Rita Productions plusieurs longs métrages, dont Déchainées de Raymond Vouillamoz, Les Grandes Ondes de Lionel Baier ou Le vent tourne de Bettina Oberli, des documentaires comme Dirty Gold War sorti en 2015 et réalisé par Daniel Schweizer et des courts métrages. Elle a également coproduit Le film Ma vie de Courgette, qui rencontre un grand succès international et de nombreuses récompenses, notamment deux César, le prix du meilleur film Suisse et le prix du meilleur film d'animation européen. En 2019, elle produit la série télévisée d'espionnage suisse Helvetica, qui est diffusée sur la Radio télévision suisse.
Elle a travaillé notamment avec les productrices Céline Sciamma, Marie-Ange Luciani et Sylvie Pialat et les actrices Adèle Haenel et Mélanie Thierry.

### Féminisme
Féministe engagée, elle est conseillère au sein de l'association Swiss Women’s Audiovisual Network, qui se bat pour la parité dans le cinéma suisse. Elle est également membre du groupe français 5050 pour 2020 et fait partie de l'association Le Deuxième Regard, réseau qui a pour but de dénoncer et lever les stéréotypes de genre dans le cinéma.
Elle prend part en 2018 à la montée des marches 100 % féminine du Festival de Cannes pour demander l’égalité (notamment salariale) dans le cinéma.

## Filmographie

### Longs métrages de fiction
- 2007 : La vraie vie est ailleurs de Frédéric Choffat
- 2009 : Déchainées de Raymond Vouillamoz
- 2013 : L'Armée du salut d'Abdellah Taïa
- 2013 : Les Grandes Ondes (à l'ouest) de Lionel Baier
- 2014 : La Rançon de la gloire de Xavier Beauvois
- 2016 : Ma vie de courgette de Claude Barras
- 2017 : Les Gardiennes de Xavier Beauvois
- 2018 : Le vent tourne de Bettina Oberli

### Documentaires
- 2009 : Tabou de Orane Burri
- 2009 : Brittany de Yann-Olivier Wicht
- 2010 : System Error de Michael Borgognon
- 2012 : Sakda de Apichatpong Weerasethakul
- 2012 : The Neighbor de Robin Harsch
- 2014 : Miss Ronde de Robin Harsch
- 2015 : Dirty Gold War de Daniel Schweizer

### Courts métrages
- 2012 : Chemin faisant de Georges Schwizgebel
- 2013 : The Bakery de Salar Shahna
- 2015 : Victoria de Anouk Chambaz

### Télévision
- 2007 : Heidi de Anne Deluz et Pierre-Antoine Hiroz
- 2011 : T'es pas la seule ! de Pierre-Antoine Hiroz
- 2019 : Helvetica de Romain Graf

### Collection
- 2012 : La Faute à Rousseau, une collection de films courts

## Récompenses et distinctions

### Récompenses
- 2009 : Clé d’argent au Festival du Film psy de Lorquin pour Tabou de Orane Burri[13]
- 2010 : Prix du Jury au Documenta Madrid pour Tabou de Orane Burri[13]
- 2010 : Grand Prix et Prix de la province de Liège au Festival Imagésanté pour Tabou de Orane Burri[13]
- 2012 : Mention spéciale (compétition suisse) au Fantoche Festival International du film d’animation à Baden pour Chemin faisant de Georges Schwizgebel[14]
- 2012 : Prix José Abel au Cinanima Festival International de Cinéma d’Animation à Espinho pour Chemin faisant de Georges Schwizgebel[14]
- 2013 : Meilleur Film pour adulte au Festival international du film d'animation Tindirindis pour Chemin faisant de Georges Schwizgebel[14]
- 2013 : Mention spéciale du Jury au Festival Tous Écrans de Genève pour L'Armée du Salut d'Abdellah Taïa
- 2014 : Grand Prix du Jury (long métrage français) du Festival Premiers Plans d'Angers pour L'Armée du salut d'Abdellah Taïa
- 2014 : Best First Feature Film au Durban International Film Festival pour L'Armée du Salut d'Abdellah Taïa
- 2014 : Trophée francophone de la réalisation des Trophées francophones du cinéma pour Les Grandes Ondes (à l'ouest) de Lionel Baier
- 2015 : Prix à la diffusion de la Fondation Gan pour le Cinéma à Annecy pour Ma vie de courgette de Claude Barras[15]
- 2016 : Cristal du long métrage et Prix du public au Festival international du film d'animation d'Annecy pour Ma vie de courgette de Claude Barras[16]
- 2016 : Valois de diamant au Festival du film francophone d'Angoulême pour Ma vie de courgette de Claude Barras[17]
- 2016 : Meilleur Film Européen au Festival international du film de Saint-Sébastien pour Ma vie de Courgette de Claude Barras
- 2016 : Bayard d'or de la meilleure photographie pour David Toutevoix au Festival international du film francophone de Namur pour Ma vie de courgette de Claude Barras
- 2016 : Prix du cinéma européen du meilleur film d'animation pour Ma vie de Courgette de Claude Barras
- 2017 : Meilleur film d'animation aux Prix Lumières pour Ma vie de courgette de Claude Barras
- 2017 : Meilleur scénario pour Céline Sciamma aux Prix Lumières pour Ma vie de courgette de Claude Barras
- 2017 : Meilleur film d'animation aux César pour Ma vie de Courgette de Claude Barras
- 2017 : Meilleure adaptation pour Céline Sciamma aux César pour Ma vie de courgette de Claude Barras
- 2017 : Meilleur film de fiction aux Prix du cinéma suisse - Quartz pour Ma vie de Courgette de Claude Barras
- 2017 : Meilleure musique de film pour Sophie Hunger aux Prix du cinéma suisse - Quartz pour Ma vie de Courgette de Claude Barras
- 2017 : Prix spécial pour le casting des voix et la direction d'acteurs aux Prix du cinéma suisse - Quartz pour Ma vie de Courgette de Claude Barras
- 2017 : Meilleur Film, Meilleur scénario et Meilleure création sonore, dans la catégorie longs métrages aux Emile Awards (prix décerné par les European Animation Awards) pour Ma vie de courgette de Claude Barras
- 2018 : Variety Piazza Grande Award au Festival international du film de Locarno pour Le vent tourne de Bettina Oberli[18]
- 2019 : Meilleur Film au Zürcher Filmpreis pour Le vent tourne de Bettina Oberli[18]
- 2019 : Prix de la meilleure fiction étrangère au Festival de la fiction TV de La Rochelle pour Helvetica de Romain Graf[19]
- 2020 : Prix Swissperform de la meilleure interprétation masculine pour Roland Vouilloz aux Journées cinématographiques de Soleure[20]

### Nominations
- 2009 : Sélection au Festival international Visions du Réel pour Brittany de Yann-Olivier Wicht[21]
- 2013 : Prix du jury de spectateurs aux 18e Rencontres du cinéma français en Beaujolais pour Les Grandes Ondes (à l'ouest) de Lionel Baier
- 2014 : Sélection « World Cinema Now » Festival de Palm Springs pour Les Grandes Ondes (à l'ouest) de Lionel Baier
- 2014 : Sélection officielle au Festival international du film de Venise 2014 pour La Rançon de la gloire de Xavier Beauvois
- 2014 : Sélection au Festival du film de Telluride pour La Rançon de la gloire de Xavier Beauvois
- 2016 : Sélection officielle pour le prix LUX, décerné par le Parlement européen pour Ma vie de Courgette de Claude Barras
- 2016 : Meilleur Film documentaire au Prix du cinéma suisse pour Dirty Gold War de Daniel Schweizer
- 2017 : Meilleure musique pour Sophie Hunger aux Prix Lumières 2017 pour Ma vie de courgette de Claude Barras
- 2017 : Meilleure musique originale pour Sophie Hunger aux César pour Ma vie de courgette de Claude Barras
- 2017 : Meilleur film d'animation aux Oscars pour Ma vie de Courgette de Claude Barras
- 2017 : Meilleur film d'animation aux Golden Globes pour Ma vie de Courgette de Claude Barras
- 2018 : César du meilleur espoir féminin pour Iris Bry aux César pour Les Gardiennes de Xavier Beauvois
- 2018 : César de la meilleure adaptation pour Xavier Beauvois, Frédérique Moreau et Marie-Julie Maille aux César pour Les Gardiennes de Xavier Beauvois
- 2018 : César de la meilleure photographie pour Caroline Champetier aux César pour Les Gardiennes de Xavier Beauvois
- 2018 : César des meilleurs costumes pour Anaïs Romand aux César pour Les Gardiennes de Xavier Beauvois
- 2018 : Compétition officielle au Festival du film francophone d'Angoulême pour Le vent tourne de Bettina Oberli[18]
- 2018 : Discovery au Festival du film français d'Helvétie pour Le vent tourne de Bettina Oberli[18]
- 2018 : Compétition au Festival de films francophones Cinemania pour Le vent tourne de Bettina Oberli[18]
- 2019 : Compétition au Ohlalà! Barcelona Festival pour Le vent tourne de Bettina Oberli[18]
- 2019 : Compétition long métrage aux Avant-premières Argentina pour Le vent tourne de Bettina Oberli[18]
- 2019 : Panorama Wold Cinema au Festival du film de Taipei pour Le vent tourne de Bettina Oberli[18]